# Ромийи-сюр-Сен-2
Ромийи́-сюр-Сен-2 (фр. Romilly-sur-Seine-2) — упразднённый кантон во Франции, находился в регионе Шампань — Арденны, департамент Об. Входил в состав округа Ножан-сюр-Сен. В кантон Ромийи-сюр-Сен-2 входила часть коммуны Ромийи-сюр-Сен.
Кантон был сформирован в 1973 году во время разделения кантона Ромийи-сюр-Сен. По закону от 17 мая 2013 и декрету от 14 февраля 2014 года количество кантонов в департаменте Об уменьшилось с 34 до 17. Новое территориальное деление департаментов на кантоны вступило в силу во время выборов 2015 года. С 22 марта 2015 года коммуна Ромийи-сюр-Сен полностью вошла в состав кантона Ромийи-сюр-Сен.
Население кантона на 2006 год составляло 11 118 человек.